# Gotenkreuz von Elsterwerda

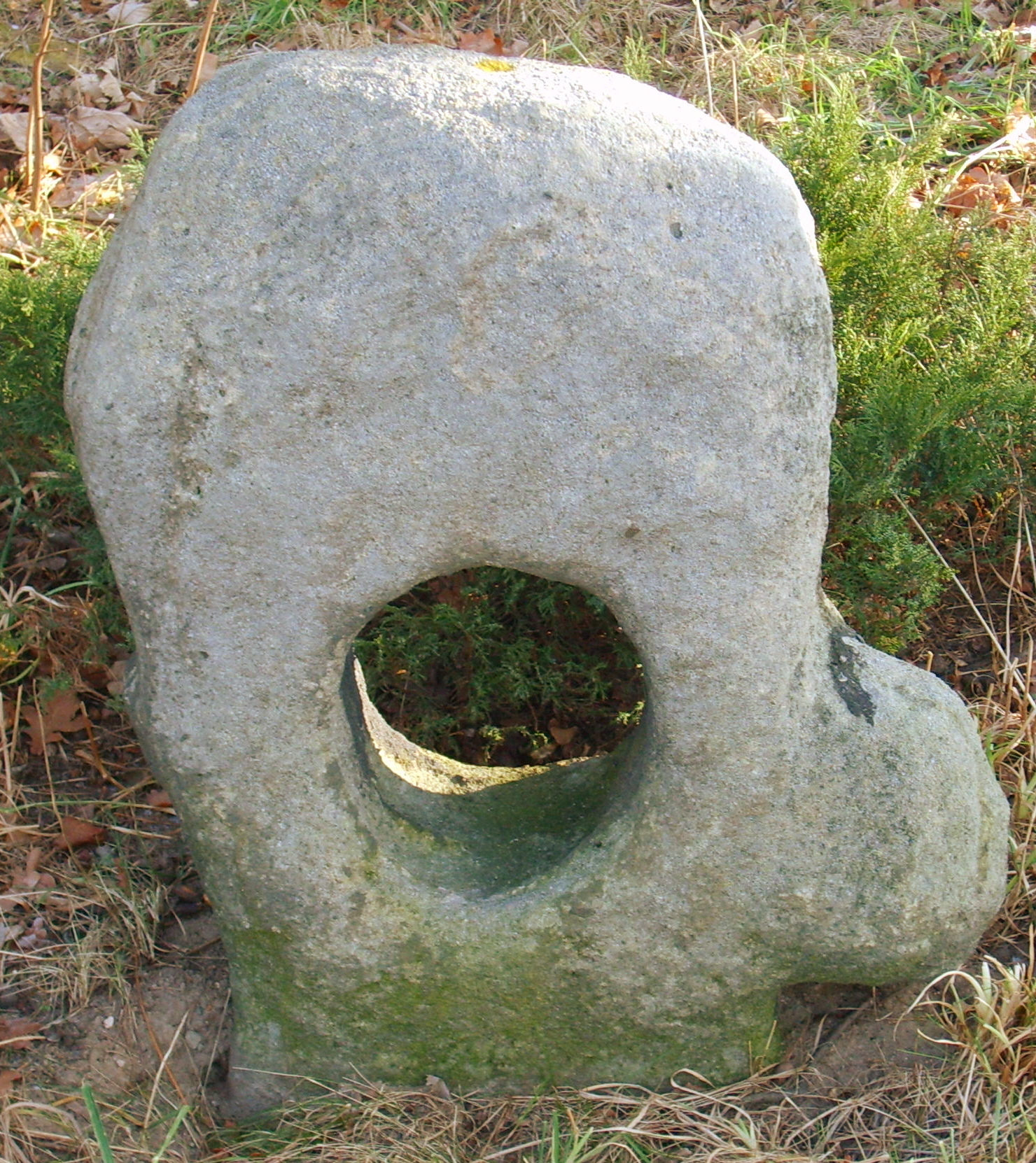
Das Gotenkreuz

Das Gotenkreuz von Elsterwerda befindet sich seit etwa 1950 südlich der Stadt an der Bundesstraße 101/169 in Richtung Prösen gegenüber einer kleinen Gartenkolonie in einer Gehölzecke.
Dieses Sühnekreuz besteht aus grauem Sandstein und hat eine Größe von 57 × 62 × 35 cm. Das ovale Loch, das natürlichen Ursprungs ist und wahrscheinlich durch eine Gletschermühle entstand, hat die Abmessungen 22 × 26 cm. Das Kreuz wurde vermutlich als Sühne für einen Mord oder Totschlag an diesem Ort aufgestellt.
Über den in Elsterwerda auch als Franzosengrab geläufigen Stein gab es erstmals 1913 in der heimatkundlichen Schriftenreihe „Schwarze Elster“ eine Notiz. 1916 beschrieb es K. Jost im Liebenwerdaer Heimatkalender als umgefallen und verkommen. Zwei Jahre später wurde es auf Veranlassung des dortigen Rittergutsbesitzers im Schlosspark in Linz bei Ortrand aufgestellt, kam jedoch später durch den 1965 verstorbenen Elsterwerdaer Rektor Müller wieder an seinen ursprünglichen Standort zurück, der zu einem kleinen Schmuckplatz umgestaltet wurde.

## Sage
Eine Sage, die in ihrem Kern der Wahrheit sehr nahekommen dürfte, erzählt hier von einem Mord an einem Reisenden durch einen Prösener Postillion:

„Dieser soll einst seinen einzeln reisenden Fahrgast im Frauenhainer Pfeifholz, wegen seiner wohlgefüllten Geldbörse erschlagen und später am Standort des Kreuzes unter hohen Eichen begraben haben. Viele Jahre konnte er diesen Mord verheimlichen. Jedoch soll es fortan an dieser Stelle gespukt haben und mehrfach erschien ein Geist den vorbeikommenden Leuten. Als später einmal der Mörder selbst dort vorbeikam, jagde ihm der Geist einen so großen Schrecken ein, dass er bald darauf krank wurde und verstarb. Auf dem Totenbett soll er seine schreckliche Tat gestanden haben. Erst als die Verwandten des Täters ein Sühnekreuz am Grab des Opfers aufstellen ließen, beruhigte sich der Geist und er erschien nicht wieder.“